# روبي روس (لاعب كرة قاعدة)
روبي روس (بالإنجليزية: Robbie Ross Jr.) (و. 1989  م) هو لاعب كرة قاعدة أمريكي، ولد في ليكسينغتون، كنتاكي، مركز لعبه هو مرسل الكرة ‏.

## روابط خارجية
- روبي روس على موقع دوري كرة القاعدة الرئيسي (الإنجليزية)
- روبي روس على موقعبيزبول رفرنس.كوم (الدوري الرئيسي) (الإنجليزية)
- روبي روس على موقعبيزبول رفرنس.كوم (الدوري الثانوي) (الإنجليزية)
- روبي روس على موقع إي إس بي إن.كوم (أم.أل.بي) (الإنجليزية)
- روبي روس على موقع مشجعي الرسوم البيانية (الإنجليزية)